# CFLX-FM

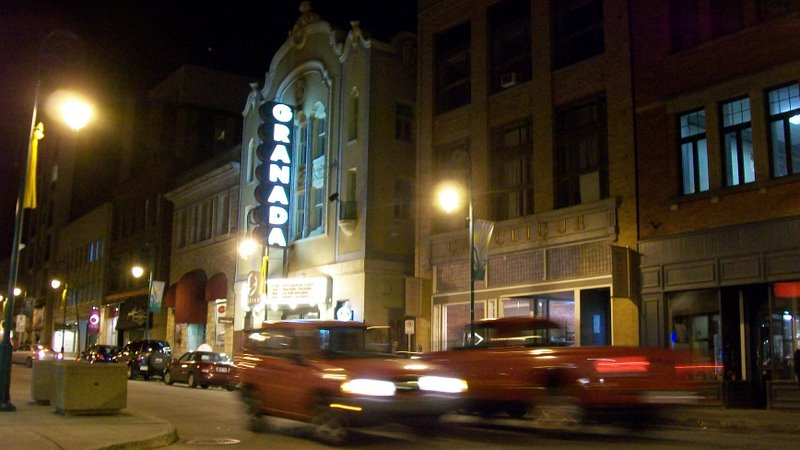
Die Studios sind Nachbarn von Granada Konzerthall.

CFLX-FM (La radio communautaire de L'Estrie) ist ein kanadischer Hörfunksender mit Sitz in Sherbrooke, Québec. Der nichtkommerzielle Sender versorgt die Region Estrie. CLFX ist aus dem Campusradio der Université de Sherbrooke hervorgegangen. Seit 1982 ist der Sender von der Universität unabhängig.
CFLX ist eine Non-profit Organisation unter der Leitung von Bruno Guillemette. Die Moderatoren und Entwickler arbeiten auf freiwilliger Basis für den Sender. Der Sender wird durch staatliche Subventionen, Werbung und Mitgliedsbeiträge finanziert.

## Programm
Das Programm besteht hauptsächlich aus Jazzmusik, Klassischer Musik, französischen Chansons, Blues, Countrymusik sowie Avantgarde und diversen anderen Stilrichtungen. Außerdem werden Informationsprogramme unterschiedlicher Art gesendet.